# Maciej Klich
Maciej Klich (Mattias Jan-Maria, ur. 28 lutego 1958 w Krakowie) – polski historyk, grafik, twórca plakatów, okładek i małych form graficznych. Działacz opozycyjny i polonijny.

## Życiorys
Ukończył I Liceum Ogólnokształcące im. Mikołaja Kopernika w Katowicach. Studiował na Wydziale Metalurgii Akademii Górniczo-Hutniczej w Krakowie (1976–1977), na Wydziale Nauk Społecznych Uniwersytetu Śląskiego w Katowicach (1977–1981) oraz na Wydziale Architektury Politechniki Śląskiej (1981–1984).

### Działalność opozycyjna
Od 1977 do 1980 był współpracownikiem Ruchu Obrony Praw Człowieka i Obywatela (ROPCiO) w Krakowie. W 1980 był współzałożycielem Niezależnego Zrzeszenia Studentów (NZS) na terenie Śląska. Przewodniczący i wiceprzewodniczący TKZ NZS na Wydziale Nauk Społecznych UŚ. W latach 1980–1981 był sekretarzem Regionalnego Komitetu Koordynacyjnego (RKK) NZS Uczelni Górnego Śląska oraz Międzywydziałowego Komitetu Koordynacyjnego (MKK) NZS UŚ. W 1981 został przewodniczącym Uczelnianej Komisji Rewizyjnej (UKR) NZS UŚ oraz Wydziałowej Komisji Rewizyjnej (WKR) Wydziału Nauk Społecznych UŚ. Był współzałożycielem Międzyuczelnianego Komitetu Obrony Więzionych za Przekonania (KOWzaP) na Śląsku (1981). Od 1981 członek Konfederacji Polski Niepodległej (KPN).
Internowany od 24 grudnia 1981 do 23 lipca 1982 (KWMO Katowice, Jastrzębie-Szeroka, Uherce, Rzeszów-Załęże, Nowy Łupków). Po zwolnieniu działał w podziemnej Solidarności, m.in. w ramach struktur MKO (Miejskich Komitetów Oporu), kolportował i był redaktorem prasy podziemnej oraz radia „Solidarność”. Uczestniczył w podziemnych strukturach NZS.
W latach 1980–1984 tworzył formy graficzne na użytek organizacji związkowych i niepodległościowych z terenu Górnego Śląska (m.in. plakaty, ulotki, znaki, ilustracje do czasopism, stemple). Stemple i pieczątki obozowe wystawiane były m.in. na wystawach: w Chicago 1983; Sztokholm 1986; „Poza cenzurą – Poczta internowanych 1981–1982, Zabrze 1990; w Ratingen w Nadrenii (Niemcy), 2001; Jastrzębie Zdrój – wystawa „Miasto pod specjalnym nadzorem: Jastrzębie Zdrój czasu stanu wojennego”, 2006/2007; Jasło 2008 oraz Rapperswil 2009.

### Emigracja
W 1984 wyjechał do Szwecji. W latach 1985–1989 był jednym z organizatorów pomocy dla prześladowanych członków Solidarności i NZS z terenu Górnego Śląska w ramach tzw. „Składki Górnośląskiej”. W latach 1986–1994 wspomagał transporty wyposażenia medycznego w ramach „pomocy medycznej” dla Polski. Od 1986 do 1989 angażował się w wysyłkę i kolportaż wydawnictw oraz książek zakazanych do Polski. W 1986 jeden z założycieli Związku Harcerstwa Polskiego poza granicami Kraju – Okręg Szwecja. Zaangażowany w powstanie i działalność Niezależnego Hufca Harcerstwa Polskiego „LS-Kaszuby” w Szwecji.
W latach 1990–1996 był współpracownikiem Svensk-Polska Miljöförening i redaktorem graficznym pisma „Miljösambandet”. Sponsor wielu polonijnych inicjatyw na terenie Sztokholmu, w tym budowy pomnika katyńskiego.
Jest członkiem Stowarzyszenia Represjonowanych w Stanie Wojennym. Został uznany przez Instytut Pamięci Narodowej za pokrzywdzonego i represjonowanego w czasie PRL oraz rozpracowywanego przez organy bezpieczeństwa PRL w latach 1980–1983.
Pracował w: firmie reklamowo-graficznej MJK Grafik&Reklam jako Managing Director (1988–2021, firmie komputerowej EMICO Computers jako Business Owner (1998–2012) oraz Wydziale Konsularnym Ambasady RP w Sztokholmie (2010–2024).

## Życie prywatne
Syn Antoniego Stanisława i Olgi Wiktorii z domu Ozga. Bratanek Adama Klicha, kuzyn Bogdana Klicha. Ojciec Mattiasa Jr., Matteusa i Wojtka Maximiliana. Mieszka w Sztokholmie.

## Odznaczenia
- 2000 – Srebrny Krzyż Zasługi, za działalność harcerską[11],
- 2005 – Złoty Krzyż Zasługi, za całokształt działalności społecznej[12],
- 2011 – Krzyż Kawalerski Orderu Zasługi Rzeczypospolitej Polskiej[13],
- 2016 – Krzyż Wolności i Solidarności[14],
- 2018 – Odznaka honorowa „Za zasługi dla niepodległości 1956-1989”, przyznana decyzją Szefa Urzędu do Spraw Kombatantów i Osób Represjonowanych (UdSKiOR) na podstawie potwierdzenia statusu działacza opozycji antykomunistycznej oraz osoby represjonowanej z powodów politycznych[15],
- 2020 – Medal „Pro Patria” przyznany przez szefa UdSKiOR, za szczególne zasługi w kultywowaniu pamięci historycznej RP[16][17].
- 2022 – Medal Stulecia Odzyskanej Niepodległości, za szczególne zasługi w służbie Państwu i społeczeństwu[18].

## Nagrody
- 2019 – „Nagroda Specjalna” Kapituły Nagród Polonii Szwedzkiej „Poloniki”, przyznawanych przez Nową Gazetę Polską[19].

## Publikacje książkowe
- 2018 – Niepokorny, Historia lat 1976–1989, Instytut Pamięci Narodowej, Warszawa–Katowice 2018[20].
- 2021 – Upadła nadzieja, Geneza stanu wojennego z 13 grudnia 1981 roku, Wydawnictwo Polonica, Sztokholm 2021[21].
- 2022 – Stracone złudzenia, Wspomnienie strajku studenckiego na Wydziale Nauk Społecznych Uniwersytetu Śląskiego w Katowicach w listopadzie i grudniu 1981 roku, Instytut Pamięci Narodowej, Katowice 2021[22][23]

## Galeria

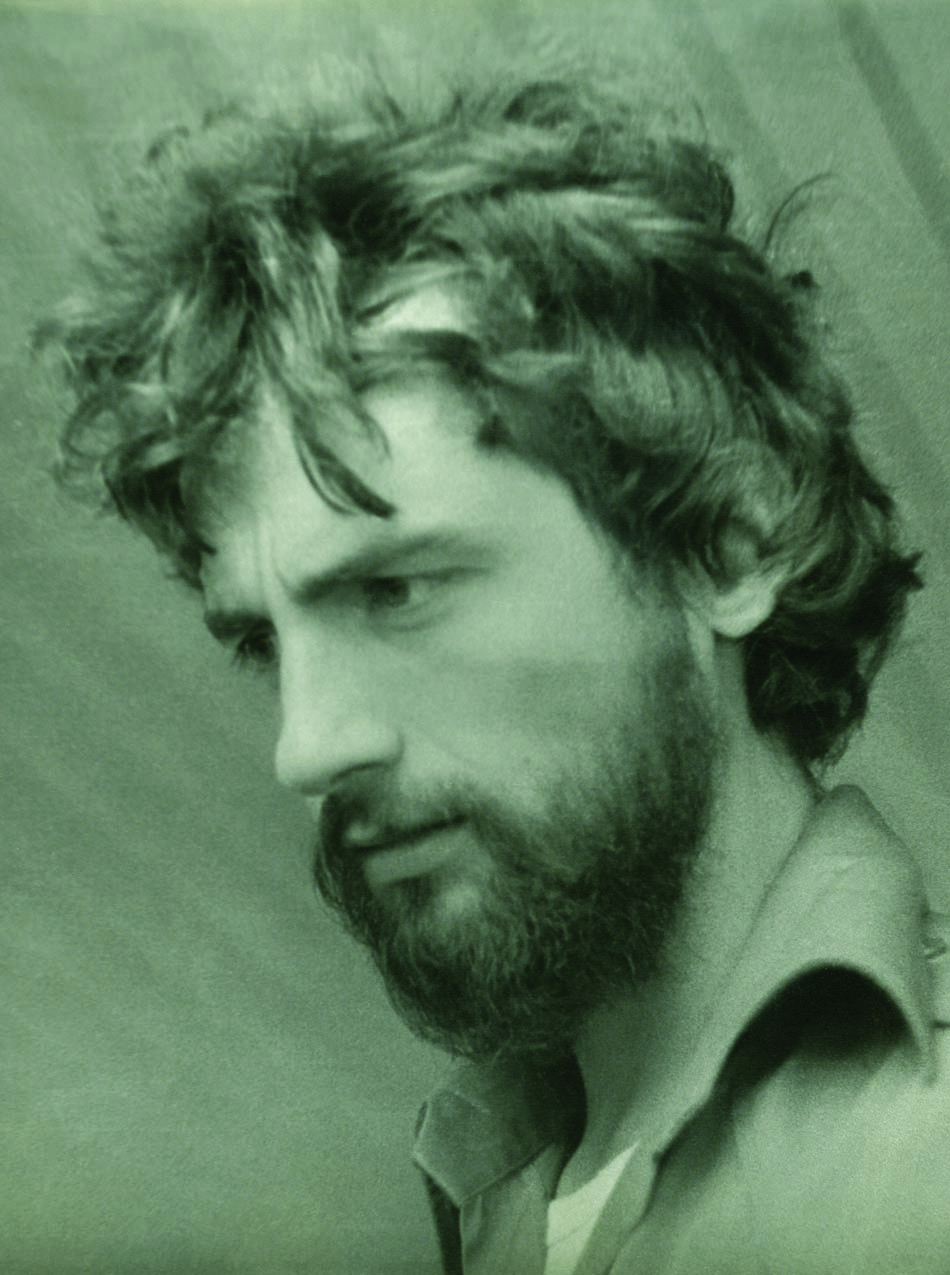
Katowice 1981, jako działacz NZS
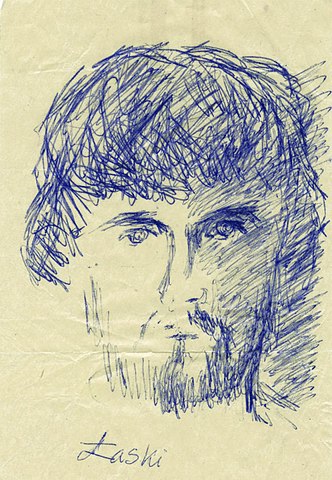
rysunek M. Klicha wykonany przez Stanisława Łaskiego po aresztowaniu w KWMO Katowice (1982)
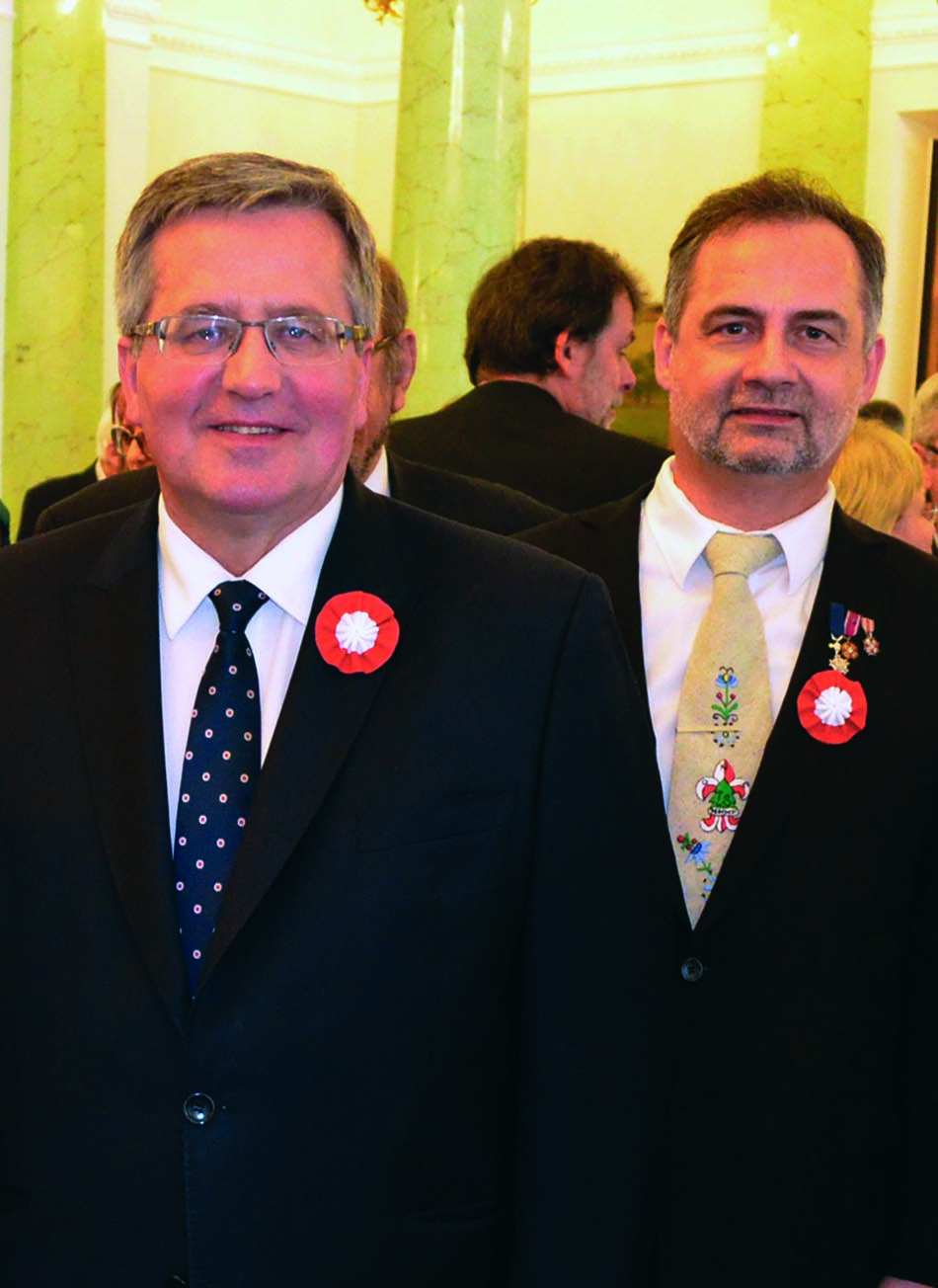
Maciej Klich z prezydentem Bronisławem Komorowskim (2013)
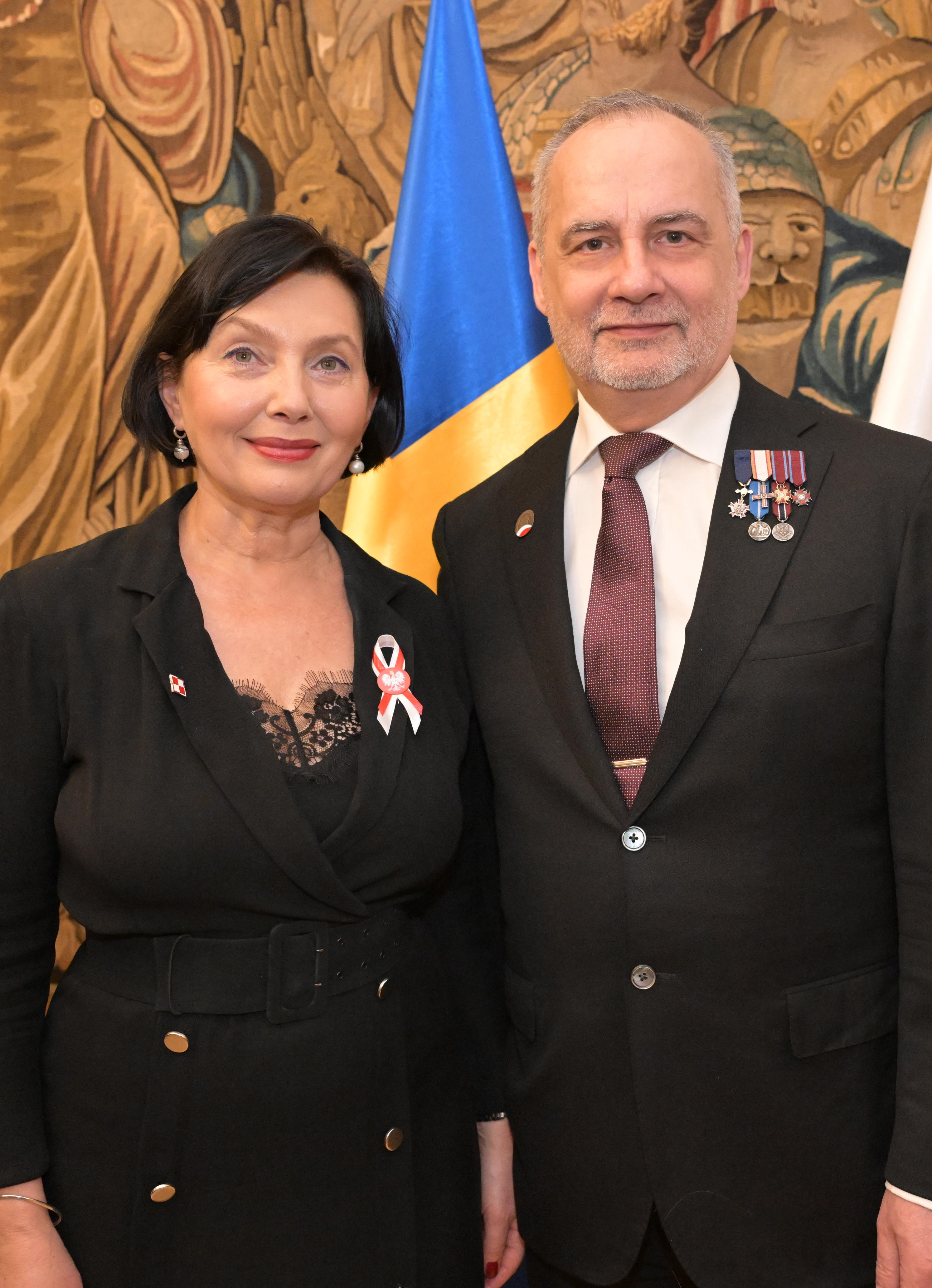
Maciej Klich z ambasador Joanną Hofman (2023)